# جيم دونغان
جيم دونغان (بالإنجليزية: James F. Dunnigan)‏ هو مؤرخ ومؤلف أمريكي، ولد في 8 أغسطس 1943 في مقاطعة روكلاند في الولايات المتحدة.

## وصلات خارجية
- الموقع الرسمي
- جيم دونغان على موقع إن إن دي بي (الإنجليزية)